# Madonna Blyth

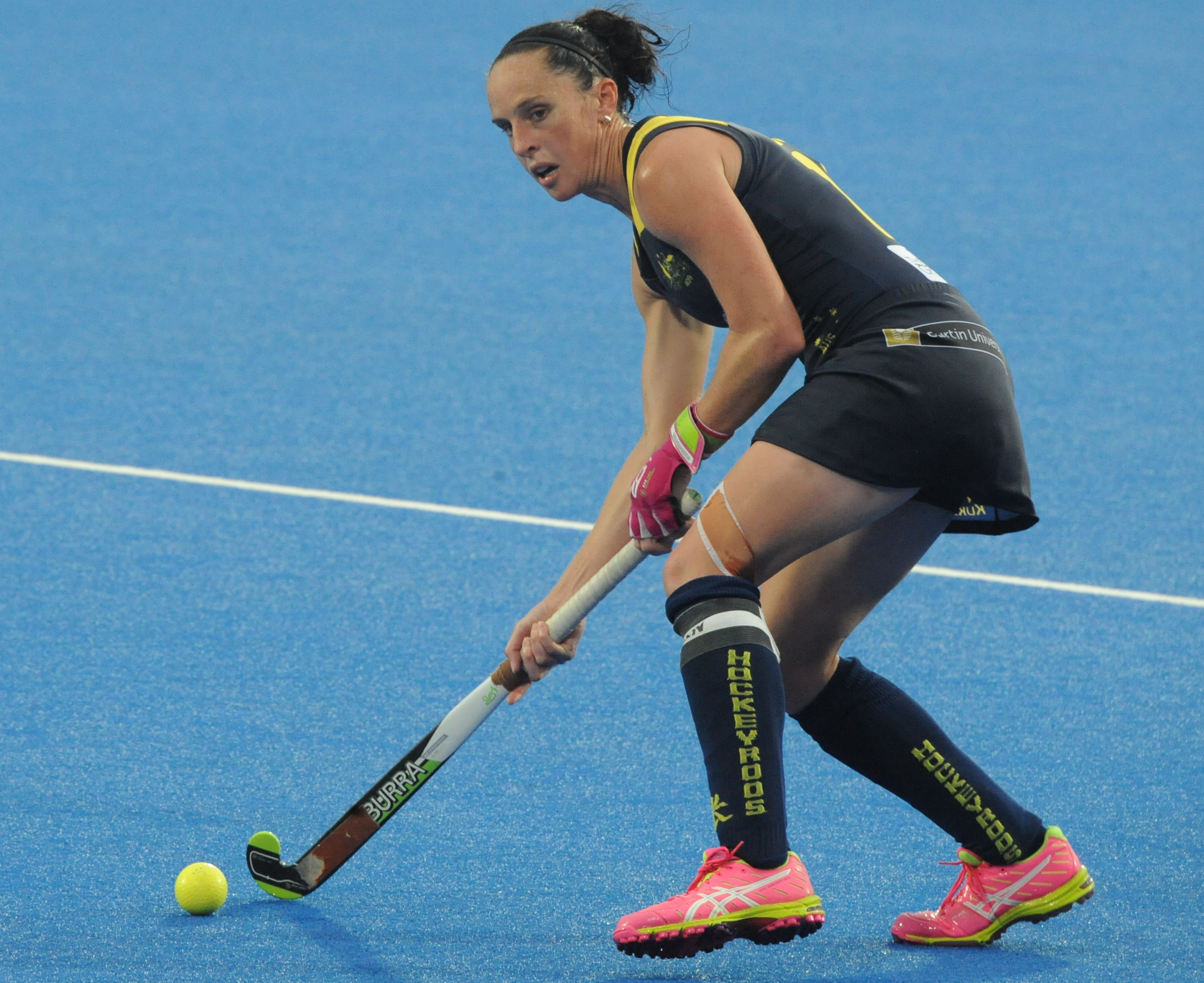
Madonna Blyth bei der Champions Trophy 2016

Madonna Blyth (* 30. November 1985 in Brisbane) ist eine ehemalige australische Hockeyspielerin, die mit der Australischen Hockeynationalmannschaft 2006, 2010 und 2014 bei den Commonwealth Games die Goldmedaille gewann.

## Sportliche Karriere
Madonna Blyth trat in 342 Länderspielen für Australien an und erzielte 70 Tore. Sie löste Nikki Hudson als Rekordnationalspielerin ab.
Madonna Blyth debütierte 2004 in der Nationalmannschaft. Im März 2006 bei den Commonwealth Games in Melbourne gewannen die Australierinnen das Finale gegen Indien mit 1:0. Sechs Monate später bei der Weltmeisterschaft in Madrid unterlagen die Australierinnen im Finale den Niederländerinnen mit 1:3. 2008 nahm Blyth zum ersten Mal an Olympischen Spielen teil. Die Australierinnen verpassten den Halbfinaleinzug durch die schlechtere Tordifferenz und belegten den fünften Platz.
Ab 2009 war Blyth Kapitänin der Nationalmannschaft. 2010 belegten die Australierinnen den fünften Platz bei der Weltmeisterschaft. Bei den Commonwealth Games gewannen die Australierinnen das Finale gegen die Neuseeländerinnen. 2012 unterlagen die Australierinnen den Neuseeländerinnen in ihrem ersten Spiel bei den Olympischen Spielen in London. Letztlich verpassten die Australierinnen dadurch das Halbfinale und belegten wie vier Jahre zuvor den fünften Platz.
2014 erreichten die Australierinnen das Finale bei der Weltmeisterschaft in Den Haag und unterlagen dann den Niederländerinnen. Bei den Commonwealth Games in Glasgow gewannen die Australierinnen zum dritten Mal in Folge den Titel, diesmal mit einem Finalsieg über die Engländerinnen. Zum Abschluss ihrer Karriere nahm Blyth 2016 an den Olympischen Spielen in Rio de Janeiro teil, im Viertelfinale unterlagen die Australierinnen den Neuseeländerinnen.